# 区楚良
区 楚良（おう そりょう、Ou Chuliang、1968年8月26日 - ）は、中国の元サッカー選手。元中国代表。ポジションはゴールキーパー。

## 来歴
1992年に中国代表デビュー。中国史上初の出場となった2002 FIFAワールドカップのメンバーにも選ばれた。2002年までに71試合に出場した。
選手として引退後は、U-20代表、五輪代表、フル代表のアシスタントコーチ、女子代表の監督を歴任、クラブでも河南建業のキーパーコーチも務めた。

## 代表歴

### 出場大会
- 中国代表
  - 2002 FIFAワールドカップ

### 試合数
- 国際Aマッチ 71試合 0得点（1992年-2002年）[1]

| 中国代表 | 国際Aマッチ | 国際Aマッチ |
| 年       | 出場        | 得点        |
| -------- | ----------- | ----------- |
| 1992     | 8           | 0           |
| 1993     | 6           | 0           |
| 1994     | 9           | 0           |
| 1995     | 3           | 0           |
| 1996     | 14          | 0           |
| 1997     | 24          | 0           |
| 1998     | 2           | 0           |
| 1999     | 0           | 0           |
| 2000     | 3           | 0           |
| 2001     | 1           | 0           |
| 2002     | 1           | 0           |
| 通算     | 71          | 0           |